# La Maternidad en la Florida (escultura)

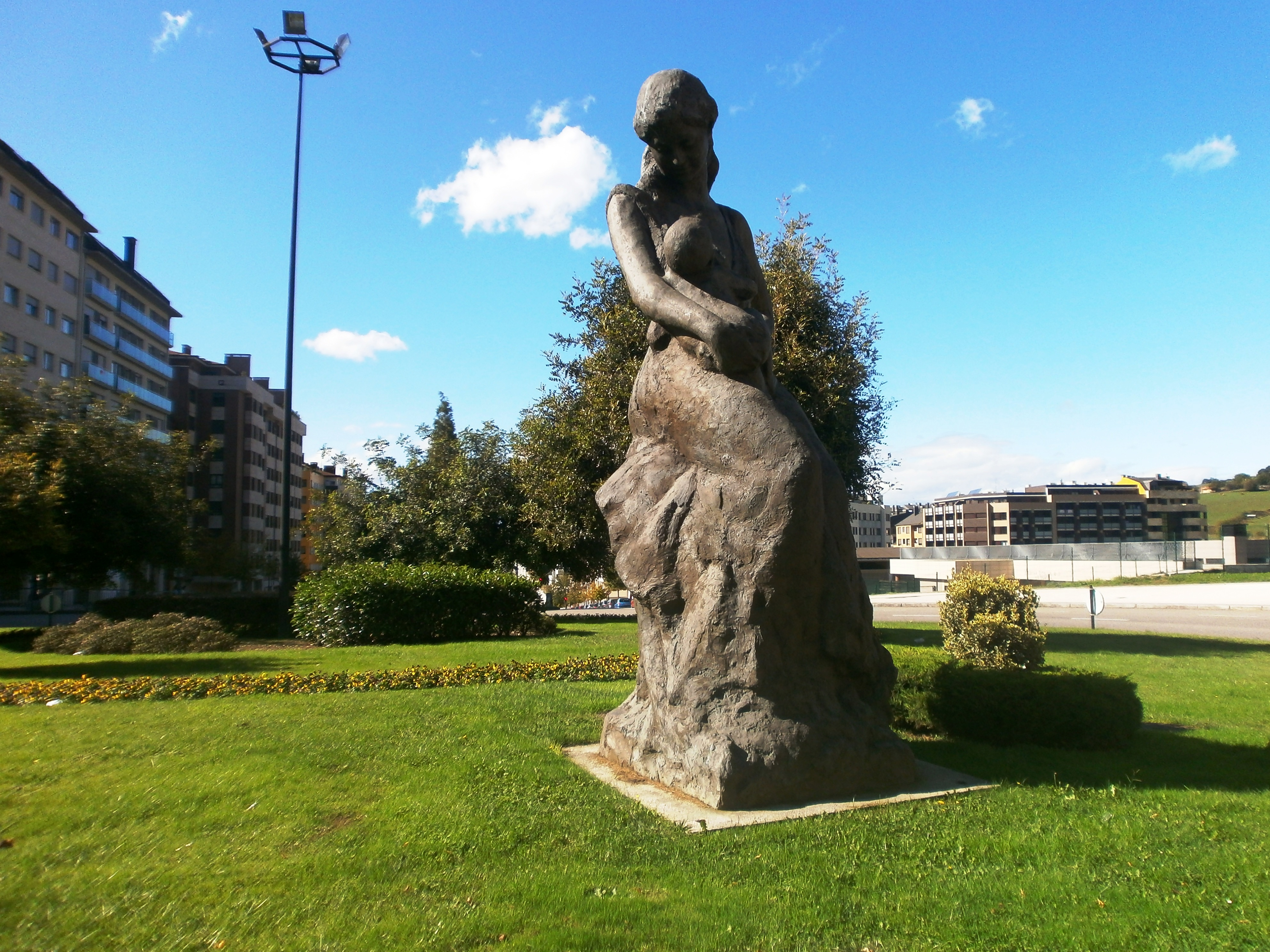
Vista de la escultura

La escultura urbana conocida por el nombre  “La Maternidad en la Florida“, ubicada en la plaza Carlos Osoro Sierra (Arzobispo), en el barrio de la Florida, en la ciudad de Oviedo, Principado de Asturias, España, es una de las más de un centenar que adornan las calles de la mencionada ciudad española.
El paisaje urbano de esta ciudad,  se ve adornado por  obras escultóricas, generalmente monumentos conmemorativos dedicados a personajes de especial relevancia en un primer momento, y más puramente artísticas desde finales del siglo XX.
La escultura, hecha en bronce, es obra de Sebastián Miranda, y está datada su inauguración en 2010.
La estatua es una réplica a gran tamaño de otra obra de Sebastián Miranda, La Encarna con chiquilín, que está ubicada en la misma ciudad de Oviedo, colocada en el Campo de San Francisco, en la esquina entre Uría y la calle Marqués de Santa Cruz.
La figura quiere ser un canto a la vida, y como la original, representa a una mujer amamantando a su hijo.
La plaza está dedicada al que fuera Arzobispo de Oviedo, Carlos Osoro Sierra, quien desempeñaba el cargo de Arzobispo de Valencia, cuando se le homenajeó mediante la dedicación de la plaza a su persona.
El valor de la réplica,  ascendió a 84369,16 euros. El Ayuntamiento de Oviedo es el propietario de los derechos de la escultura es una copia del original.